# Stereotypi
En stereotypi är en repetitiv eller ritualistisk rörelse, hållning eller yttrande. Den visar sig hos personer med utvecklingsstörning, autism, tardiv dyskinesi och stereotyp rörelsestörning. Stereotypier kan vara enkla rörelser som att vagga med kroppen, eller komplexa som att smeka sig själv, korsa och räta på benen och att marschera på stället. Frontotemporal demens är också en vanlig neurologisk orsak till repetitiva beteenden och stereotypier. Flera behandlingsalternativ är tillgängliga.
Stereotypier hos autistiska personer kallas ibland för stimming (se vidare självstimulering), under hypotesen att stereotypier självstimulerar ett eller flera sinnen. Releterade termer inkluderar punding och tweaking för att beskriva repetitivt beteende som är en bieffekt av vissa droger. Stereotypi kallas det även när ett djur upprepar en handling utan mening, exempelvis i fångenskap när de går runt på samma sätt som de gjorde i en mindre bur trots byte till en större, men fortgår som de vore kvar i den mindre.

## Skillnad från tics
Liksom tics, är stereotypier mönstrade och återkommande, och förvärras av trötthet, stress och ångest.
Till skillnad från tics, börjar stereotypier vanligen före treårsåldern, omfattar mer av kroppen, är mer rytmisk och mindre slumpmässig. Exempel på tidiga tics är saker som att blinka och harkla sig, medan att flaxa med armarna är en vanligare stereotypi. Stereotypier har inte den ständigt föränderliga, tilltagande och avtagande natur som tics har. Stereotypier kan förbli konstant i flera år. Tics undertrycks under korta perioder. Barn försöker sällan medvetet kontrollera en stereotypi, men de kan distraheras från en.

## Stereotypier hos djur
Djur som utvecklar stereotypier saknar oftast möjlighet att utföra ett visst beteende. Några exempel; Elefanter i fångenskap som vaggar. Vaggningen uppkommer troligen av att elefanten, som normalt vandrar många mil varje dag, inte kan göra det i fångenskap. 
Hundar som inte får tillräckligt med motion kan börja jaga sin egen svans. Speciellt för hundar är att vallhundar som inte får valla kan börja stirra in i väggen på samma sätt som om den vallar väggen. De blir ofta aggressiva om någon stör beteendet.
Hästar som inte har träd att tugga bark från eller får motsvarande upplevelse av fiber i maten kan börja tugga på staketstolpar och träkonstruktioner i närheten.
Stereotypier tar relativt lång tid att utveckla, men när en stereotypi är etablerad hos en individ är den mycket svår att bota om det ens går.